# 四指馬鮁
四指馬鮁，或四絲馬鮁，也稱為印度鮭，俗名鯃魚（午魚、午仔魚）、竹午筍鮁（午筍、竹午、大午）、馬友魚，為輻鰭魚綱鱸形目馬鮁科的一個種。這個著名水產養殖高經濟狹鹽性（Stenohaline）魚類，對環境變化極為敏感，常因養殖地區連續降雨，鹽度不足造成大量損失，則主要出現在鹽度穩定水域與鬆散泥底。群棲性魚類，常成群覓食。高度脆弱的成年物種在冬季進入沿岸邊。成魚捕食蝦和魚，青少年魚捕食蝦和糠蝦。

## 分佈
本魚分佈於印度西太平洋區，包括波斯灣、斯里蘭卡、印度、孟加拉灣、安達曼海、泰國、緬甸、柬埔寨、馬來西亞、菲律賓、印尼、日本、台灣、中國 沿海、澳洲等海域。

## 深度
水深0至23公尺。

## 特徵
本魚體延長而側扁，長可達到約2米的最大長度。吻短而鈍，下唇僅見於口角，齒露出於上下頜之外，無鰾。胸鰭具4枚游離之絲狀軟條，故名。體背部為灰褐色，腹側乳白色。背鰭、臀鰭、胸鰭及尾鰭為灰黑色。背鰭硬棘9枚、軟條13至15枚；臀鰭硬棘3枚、軟條14至16枚。體長可達2公尺。

## 生態
四指馬鮁為熱帶性魚類，常群棲息在鹽度穩定之區域及沙泥質海床，對鹽度變化極為敏感，大多以無脊椎動物為食，並常成群湧向潮間帶覓食。

## 經濟利用
可水產養殖高經濟魚類，肉質細嫩鮮美，頗具經濟價值的食用魚，多以乾煎方式食用。
臺灣人重視此魚類，列為十大美味魚類之一，稱一鯃、二紅魦、三鯧、四馬加、五鮸、六嘉鱲、七赤鯮、八馬頭、九烏喉、十寸子。而台灣也是該魚類的重要地區，佔世界產量近半，且多銷至國外。
在中國廣東地區，常用於製作鹹魚。